# Лу Яо
Лу Я́о (кит. 路遥, 1949, уезд Цинцзянь провинции Шэньси — 1992) — китайский писатель.
Детство провел в горной бедной деревне. После окончания неполной средней школы с 1969 трудился в деревне, потом стал учителем в сельской школе. В 1973 поступил на филологический факультет Яньнаньского университета и начал печататься. Его рассказ «Цзинсинь дунпо дэ иму» («Трогательная сцена») и повесть «Жэньшэн» («Судьба») были удостоены всекитайских премий как лучшие в своих жанрах. В 1991 роман «Пинфань дэ шицзе» («Обыкновенный мир») получил премию Мао Дуня. Его произведения сентиментальны и живописуют хорошо знакомую писателю по личному опыту жизнь населения горного района, тягу к лучшему будущему и отличаются сильным местным колоритом.

## Произведения на русском
- Лу Яо. Судьба: Повесть / Пер. и послесл. В. И. Семанова. М., 1988, 163 с.
- Жизнь: Повесть / Пер. В. Семанова // Дальний Восток. Хабаровск, 1988，№ 6，с. 80-105; № 7，с. 81-102, № 8，с 95-117.
- Лу Яо (1949-1992). Судьба [Текст] : [16+] / Лу Яо ; перевод [с китайского] В. И. Семанова. - Москва : Шанс, 2018. - 181, [2] с.